# 新科学怪人之极地僵尸
《新科学怪人之极地僵尸》（英語：Frankenstein）是一部2004年的美国电视迷你剧，改编自玛丽·雪莱于1818年创作的小说《科學怪人》。

## 剧情
罗伯特·沃尔顿船长出发前往北极点，希望扩展他的科学知识来获得名声。在冰封期间，船员们发现两辆狗拉雪橇，一辆在追逐另一辆。几小时后，船员们救起了其中一名雪橇驾驶员，維多·法蘭克斯坦，他病得非常严重。在康复过程中，維多向沃尔顿讲述了他的人生故事。
1793年，維多出生于日内瓦的一个富裕家庭，他从小就决定要成为一名医生。在即将前往德国大学学习的前几周，他的母亲因猩红热去世。大学里，在导师瓦尔德曼教授的鼓励下，他开发了一种秘密技术，能够使无生命的物体复活。
暂时让一只死去的狗成功复活后，他开始用尸块拼凑出一个人，并将其复活。然而，在看到这个生物后，他对自己的作品感到厌恶：他逃离了房间，而这个生物则消失了。由于过度劳累和情感压力导致肺炎发作，他被朋友亨利·克莱沃尔和童年恋人伊丽莎白·拉文扎照顾恢复健康。他回到家后发现弟弟威廉被谋杀。維多确信这是生物的所为，躲进山中寻找内心的平静，却被生物找上门。
这个生物——现在已经学会了说话——告诉他，在維多抛弃他后，他流落到了一个村庄，但被愤怒的村民赶进了山中。他躲在一间偏远小屋的棚屋中，通过观察住在小屋中的一户人家逐渐学会了说话和阅读。后来，他接近了盲眼的祖父，这位老人以善意回应了他，但老人的儿子却对他进行了身体攻击，于是生物逃走了。前往日内瓦的途中，他遇到了一个小男孩——維多的弟弟威廉——在普兰帕莱（Plainpalais）镇外。为了阻止这个受惊的男孩大叫，生物无意间将他杀死。生物在讲述完自己的故事后，要求法蘭克斯坦为他创造一个女性伴侣，并承诺如果維多答应他的要求，他和他的伴侣将会消失在南美洲的无人区。
維多勉强同意了，但最终他放弃了这个计划，毁掉了生物的“新娘”，因为他对可能创造出一整个种族的生物感到震惊。生物愤怒了，发誓要向維多复仇，发誓“在他新婚之夜与他同在”，随后杀害了克莱沃尔。維多因谋杀罪而短暂入狱，但最终被宣告无罪。維多和父亲一起回家，并与伊丽莎白结婚，但在新婚之夜，生物偷偷溜进卧室，将她掐死。維多的父亲因悲痛而发疯。維多决心要追捕并摧毁生物。经过几个月的追踪，他们最终在北极圈内极点附近相遇。
在听完法蘭克斯坦的故事后，沃尔顿动摇了，决定返回家乡。法蘭克斯坦恳求船长完成他未竟的事业，因为生物绝对不能被留下来。法蘭克斯坦看到伊丽莎白的鬼魂在向他招手，不久后去世。沃尔顿随后在船上发现了生物，牠正在为維多的尸体哀悼。生物对自己对維多和他的亲人所做的事情感到懊悔，决定在火葬堆上自杀。沃尔顿看着生物带着牠创造者的尸体，走进了北极的冰原，再也看不到了。

## 演员
- 亚历克·纽曼（Alec Newman） 饰 維多·法蘭克斯坦
- 路克·高斯 饰 生物
- 茱莉·蝶兒 饰 卡罗琳·法蘭克斯坦
- 妮可·刘易斯（Nicole Lewis） 饰 伊丽莎白·法蘭克斯坦
- 莫妮卡·希尔梅洛娃（Monika Hilmerová） 饰 贾斯廷·莫里茨
- 唐纳德·萨瑟兰 饰 沃尔顿船长
- 威廉·赫特 饰 瓦尔德曼教授
- 丹·史蒂文斯 饰 亨利·克莱沃尔
- 马克·贾克斯（Mark Jax） 饰 阿方斯·法蘭克斯坦
- 托马斯·马斯塔里尔（Tomáš Maštalír） 饰 中尉
- 米兰·巴胡尔（Milan Bahúl） 饰 农夫
- 利安娜·班伯格（Lianna Bamberg） 饰 年幼的伊丽莎白
- 加比卡·比罗娃（Gabika Birova） 饰 胆小的仆人
- 艾迪塔·波尔索娃（Edita Borsova） 饰 阿加莎
- 桑尼·布朗（Sonny Brown） 饰 年幼的維多
- 戈登·卡特林（Gordon Catlin） 饰 博福特神父
- 弗拉基米尔·切尔尼（Vladimir Cerny） 饰 船员长
- 萨莫·克尔坦（Samo Chrtan） 饰 年幼的亨利
- 安德烈·赫里茨（Andrej Hryc） 饰 地方法官
- 大卫·詹森（David Jensen） 饰 富尔布赖特
- 翁德雷·科瓦尔（Ondrej Koval） 饰 弗雷德里克
- 罗杰·拉·佩奇（Roger La Page） 饰 范登贝格医生
- 丹尼尔·威廉姆斯（Daniel Williams） 饰 威廉·法蘭克斯坦

## 评价
评论普遍积极，评论家们认为这部电影是对雪莱作品的忠实改编。《綜藝》杂志表示，“忠实地重述19世纪的哥特小说意味着在某些地方敢于枯燥无味，但在这部精心制作的Hallmark作品中，高峰远远超过了那些平坦和荒凉的部分。”
金·纽曼（Kim Newman）表示，“这部电影最终实现了许多电影——包括《走火入魔》和《瑪麗雪萊之科學怪人》——未能实现的承诺，是一部忠实、尊重、略显僵硬的小说改编。”DVD Talk给这部电影打了三星半，并表示，“这部电影需要一段时间才能让情感投入其中，但如果你给它一个机会，你的耐心将在电影的后半段得到回报。由于它强调悲剧胜过恐怖，并且忠实于雪莱的原著作品，我决定给这部电影以推荐。”
盖伊·亚当斯（Guy Adams）为英国奇幻协会撰文，他重申了“这部三小时的迷你剧紧密贴近原著小说”，并表示，“这绝对是个电视版（虽然幸运的是很少有Hallmark频道常有的凡士林和離奇元素），有些地方略显平淡，但这也是一次光荣且令人愉快的尝试，试图提供給觀衆雪莱书籍的最完整可靠的版本。”

### 榮譽
这部迷你剧被提名为ASC奖的“电影/迷你剧/试播集摄影杰出成就奖”（基础或付费），还被提名为Artios奖的“最佳迷你剧选角奖”。